# Linowo (district Gołdap)
Linowo (Duits: Linnawen; 1938-1945: Linnau) is een plaats in het Poolse woiwodschap Ermland-Mazurië, in het district Gołdap. De plaats maakt deel uit van de gemeente Dubeninki en telt 62 inwoners.